# (34470) 2000 SV113
2000 SV113 (asteroide 34470) é um asteroide da cintura principal. Possui uma excentricidade de 0.05374390 e uma inclinação de 9.03853º.
Este asteroide foi descoberto no dia 24 de setembro de 2000 por LINEAR em Socorro.